# Francesco Alberti (hockeista su ghiaccio)
Francesco Alberti (San Candido, 22 maggio 1982) è un ex hockeista su ghiaccio italiano, di ruolo attaccante.
È alto 168 cm per 70 kg di peso. Esordì in massima serie nella stagione 2003-04 con la Sportivi Ghiaccio Cortina con 18 presenze.
Ha vestito la maglia azzurra in occasione della XXIII Universiade invernale.
Si è ritirato nel 2011.